# Октав Фейє
Октав Фейє (фр. Octave Feuillet, 1821—1890) — французький письменник. Рояліст на переконанням, був близький до двору Наполеона III. В 1862 був обраний в Академію на місце Ежена Скріба.
Фейє виступав як апологет та захисник аристократії. Він створив твори, насичені реакційно-ідеалістичними та романтичними настроями. Щодо цього характерні для Фейє: п'єса «Crise» (1854)
роман «Histoire de Sibylle» (1862)
роман «Monsieur de Camors» (1867)
роман «Journal d'une femme» (1878)
повість «La morte» (1886).
Діючі особи перебільшено благородні чи порочні. Порушників релігійних та сімейних традицій Фейє призводить до морального краху. Психологічний аналіз Фейє поверхневий. Сюжет збудований штучно. Зв'язок подій випадковий і неправдоподібний. З романів Фейє особливо був популярний «Le roman d'un jeune homme pauvre» (Роман бідного юнака; 1858).
П'єси Фейє були об'єднані в ряд збірників «Scènes et proverbes» (1851), «Théâtre complet», 5 томів, (1892—1893).